# Kispest
Sectorul al XIX-lea din Budapesta sau Kispest se află pe partea stângă a Dunării, în Pest. 

## Oameni celebri
- Ferenc Puskás (n. 2 aprilie 1927 – d.17 noiembrie 2006)

## Orașe înfrățite
- Smolyan, Bulgaria
- Vrbovec, Croația
- Pendik, Turcia
- Krzeszowice, Polonia
- Sombor, Serbia

| Sectoarele Budapestei |
| --- |
| I \| II \| III \| IV \| V \| VI \| VII \| VIII \| IX \| X \| XI \| XII \| XIII \| XIV \| XV \| XVI \| XVII \| XVIII \| XIX \| XX \| XXI \| XXII \| XXIII |